# Середземне море (океанографія)

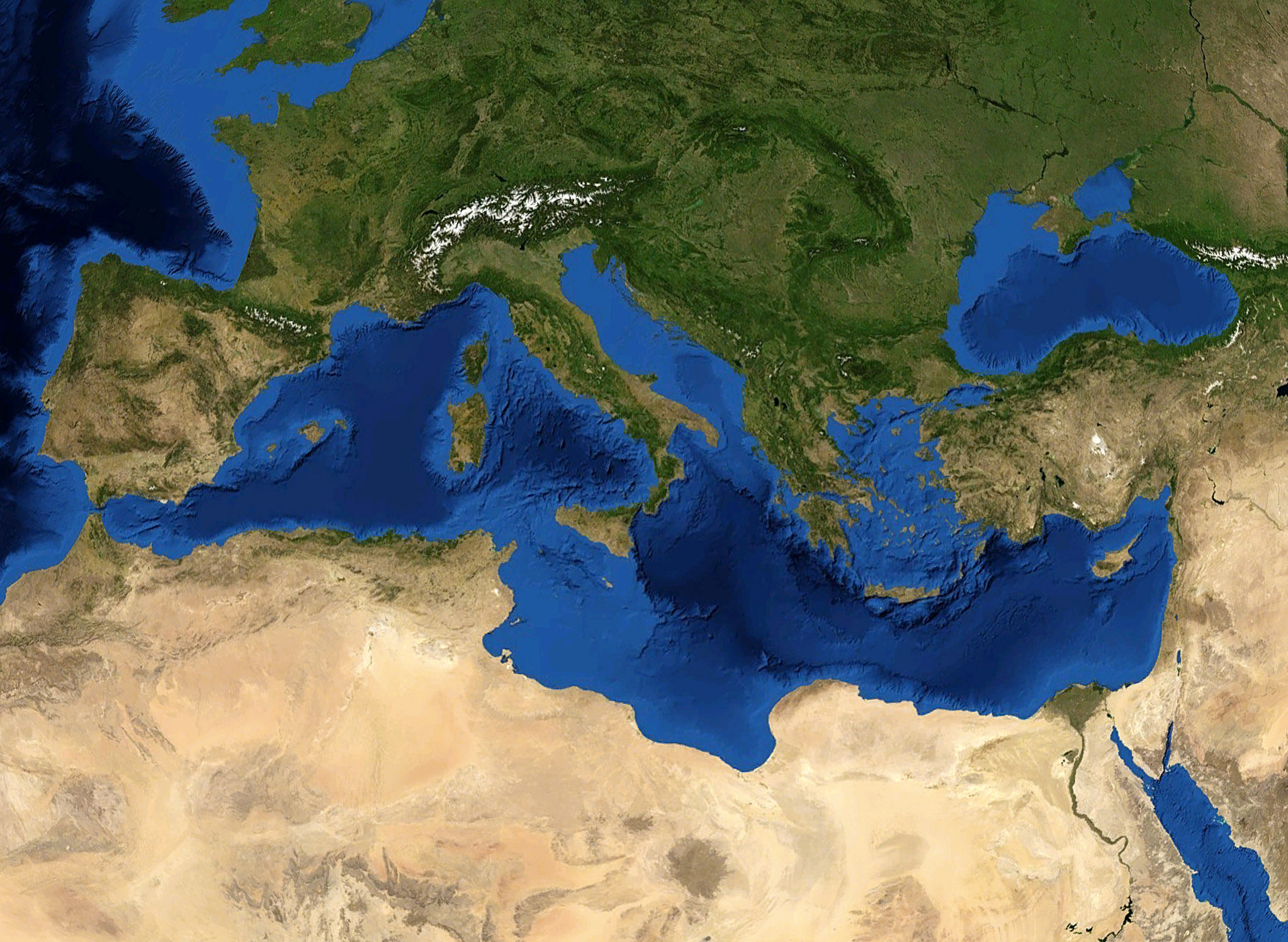
Середземні моря — Середземне море, Червоне море, Чорне море.

Середзе́мні моря́ — моря, які сильно врізаються в суходіл і сполучаються з океаном однією чи декількома протоками.
Поділяються на внутрішньоматерикові та міжматерикові — залежно від того, оточені вони сушею одного материка (наприклад, Балтійське море, Чорне море) або розташовані між двома материками (Середземне море, Червоне море та ін.). Порівняно з іншими морями характеризуються більшою відокремленістю від океану і в зв'язку з цим найбільш своєрідним гідрологічним режимом, на який істотно впливає навколишня суша.